# Eisenbahnunfall von Berlin Schönhauser Allee
Der Eisenbahnunfall von Berlin Schönhauser Allee am 27. Juni 1922 auf der nördlichen Berliner Ringbahn nahe der Schönfließer Brücke war der schwerste Eisenbahnunfall in der Geschichte Berlins. 45 Menschen starben, als sie von den Trittbrettern eines überfüllten Zuges auf die Gleisanlagen stürzten.

## Unfallhergang
Der Dienstag, 27. Juni 1922 war in Berlin der Tag der Trauerfeier und des Staatsakts für den ermordeten Außenminister Walther Rathenau. Ihm zu Ehren hatten viele Gewerkschaften einen frühen Arbeitsschluss angeordnet. Ab dem Mittag fuhren keine U-Bahnen und Straßenbahnen mehr, die noch verkehrenden Züge der Ringbahn waren überfüllt. Viele Reisende fuhren unerlaubterweise stehend auf den außen liegenden Trittbrettern der damaligen Abteilwagen.

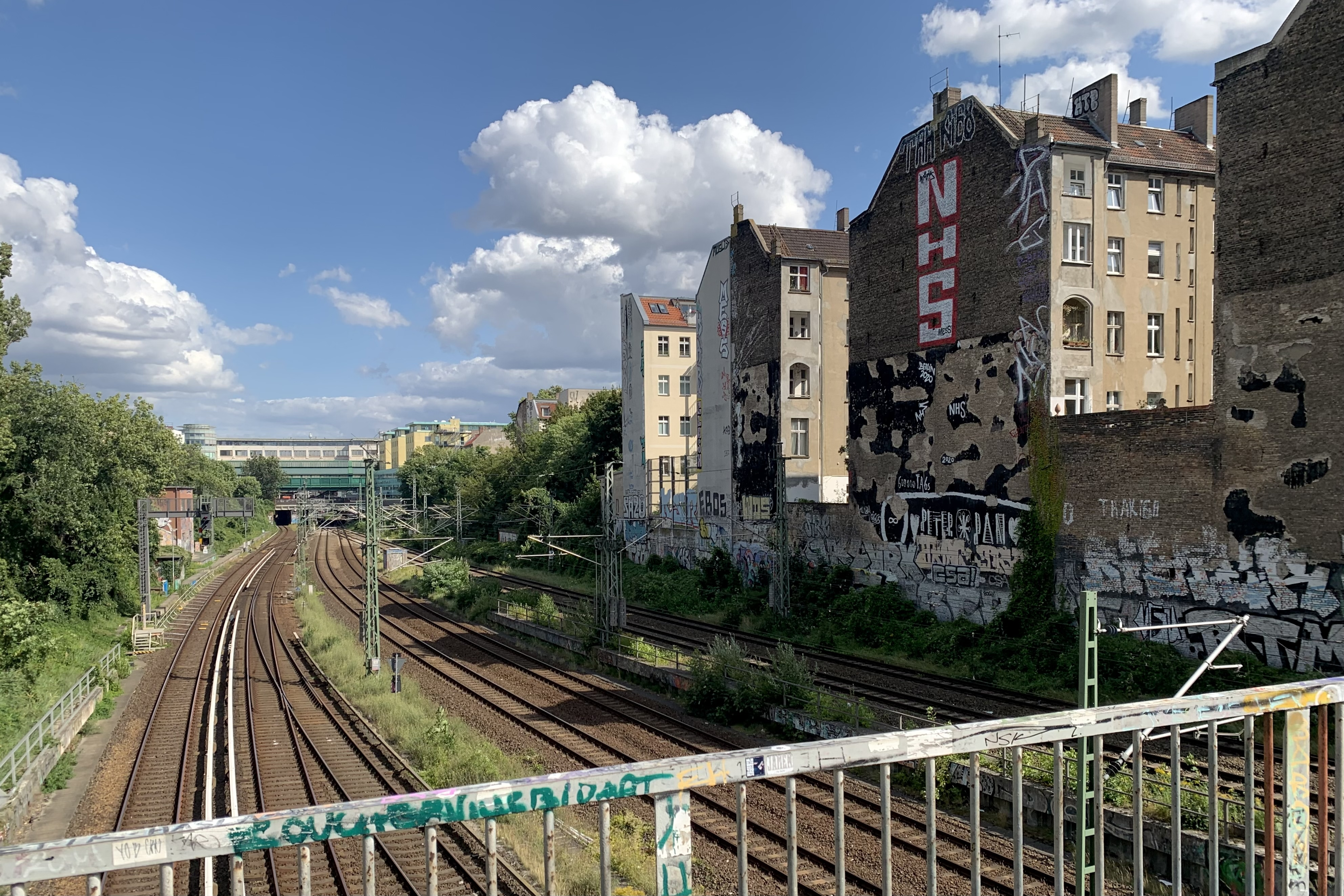
Kurve östlich der Schönfließer Brücke, links die Ringbahngleise, 2024

Kurz nach 13 Uhr fuhr im Bahnhof Gesundbrunnen der Zug Nummer 1814 Richtung Schönhauser Allee ab. Einer der Passagiere hatte lange Gegenstände im Gepäck, vermutlich waren es Holzstangen. Auf der Strecke östlich der Schönfließer Brücke begegnete der Zug dem entgegenkommenden Zug Nummer 1815. In der dortigen Kurve gerieten die Holzstangen ins Lichtraumprofil des Gegengleises. Zahlreiche  Passagiere auf den Trittbrettern des entgegenkommenden Zuges Nummer 1815 wurden von den Stangen erfasst und stürzten zwischen den Zügen auf die Gleise, einige wurden von Fallenden mitgerissen. 18 Menschen starben sofort, die Zahl der Toten stieg in den folgenden Tagen auf 45, etwa 50 Menschen wurden schwer verletzt.
Der Passagier, der die Stangen mit sich führte, überlebte unverletzt.
Einige Zeitungen, darunter die Vossische, berichteten abweichend von der „Millionenbrücke“ (Swinemünder Brücke) als Unfallort. Detailliertere Korrespondentenberichte nannten übereinstimmend eine Strecke zwischen 30 Meter östlich der Schönfließer Brücke bis 150 Meter vor dem Bahnhof Schönhauser Allee als Ort des Unglücks.

## Wissenswertes
Der Autor Peter Brock (* 1966) verarbeitete den Unfall in seinem Kriminalroman Das schöne Fräulein Li: Kappes siebenter Fall (2009).